# Monodontium
Monodontium is een geslacht van spinnen uit de familie Barychelidae.

## Soorten
Het geslacht kent de volgende soorten:
- Monodontium bukittimah Raven, 2008
- Monodontium malkini Raven, 2008
- Monodontium mutabile Kulczyński, 1908
- Monodontium sarawak Raven, 2008
- Monodontium tetrathela Kulczyński, 1908